# Vauxhall and I
Vauxhall and I es un álbum de Morrissey lanzado el 14 de marzo de 1994, generalmente considerado como una de sus mejores producciones.

## Lista de canciones
1. "Now My Heart Is Full" – 4:57 (Morrissey/Boorer)
2. "Spring-Heeled Jim" – 3:47 (Morrissey/Boorer)
3. "Billy Budd" – 2:08 (Morrissey/Whyte)
4. "Hold on to Your Friends" – 4:02 (Morrissey/Whyte)
5. "The More You Ignore Me, the Closer I Get" – 3:44 (Morrissey/Boorer)
6. "Why Don't You Find Out for Yourself" – 3:20 (Morrissey/Whyte)
7. "I Am Hated for Loving" – 3:41 (Morrissey/Whyte)
8. "Lifeguard Sleeping, Girl Drowning" – 3:42 (Morrissey/Boorer)
9. "Used to Be a Sweet Boy" – 2:49 (Morrissey/Whyte)
10. "The Lazy Sunbathers" – 3:08 (Morrissey/Whyte)
11. "Speedway" – 4:30 (Morrissey/Boorer)

- Datos: Q383240